# Grallaire de Kaestner
Grallaria kaestneri
Espèce
Statut de conservation UICN

 EN B1ab(i,ii,iii,iv,v);C2a(ii) : En danger
La Grallaire de Kaestner (Grallaria kaestneri) est une espèce d'oiseaux de la famille des Grallariidae endémique de Colombie.

## Répartition et habitat
Cette espèce est endémique au versant Est des Andes en Colombie. Elle vit dans la forêt de nuage primaire et secondaire entre 1 800 et 2 300 m d'altitude.

## Étymologie
Son nom spécifique, kaestneri, ainsi que son nom vernaculaire (Grallaire de Kaestner) lui ont été donnés en l'honneur de Peter Kaestner (en), diplomate et ornithologue amateur américain né en 1953, qui a découvert cette espèce mais également en reconnaissance de son intérêt pour l'ornithologie colombienne et pour sa bonne camaraderie sur le terrain.

## Publication originale
- (en) F. Gary Stiles, « A new species of antpitta (Formicariidae: Grallaria) from the eastern Andes of Colombia », The Wilson Bulletin, vol. 104, no 3,‎ septembre 1992, p. 389-570 (ISSN 0043-5643 et 2162-5204, lire en ligne).